# 托比·弗魯德
托比·弗魯德（英語：Toby Flood；1985年8月8日—）是一位英格蘭橄欖球運動員。他是英格蘭國家橄欖球隊的一員，代表蘇格蘭參加了2011年世界盃橄欖球賽。